# Pean (muzyka)
Pean (klas. gr. παιάν = paian) to pieśń dziękczynna lub triumfalna wywodząca się z tradycji starożytnej Grecji. Pean kierowany był do olimpijskich bogów, w szczególności do Apollona.
Współcześnie pean jest rzadko używaną formą muzyczną, nie posiadającą sformalizowanej struktury. Peany charakteryzuje nastrój podniosłej radości.

## Nawiązania kulturowe w muzyce XX wieku
- Dane Rudhyar – Peany na fortepian, op. 73/1-03 1927
- Carlos Surinach – Peany i tańce z gorącej Iberii na orkiestrę 1959